# اولین تولد
اولین تولد (انگلیسی: 1st Born) یک فیلم کمدی آمریکایی-ایرانی محصول هالیوود به کارگردانی علی عطشانی و با بازی تایلور کول، رضا سیکسو صفایی، جی عبدو، تام برنگر، وال کیلمر و دنیس ریچاردز است. این فیلم اولین تولید مشترک بین ایالات متحده و ایران است.

## داستان
داستان این فیلم که یک کمدی آمریکایی ایرانی است و دربارهٔ دختری آمریکایی به نام کیت است که پدر او از سناتورهای جمهوری‌خواه مجلس سنا و از مخالفان اصلی ایران است و پسری ایرانی به نام بن که پدر او در ایران از مخالفان سر سخت آمریکا و هرگونه توافقی با آنها است. کیت و بن چند سالی است در آمریکا با هم ازدواج کرده و زندگی آرامی دارند تا اینکه مقابله دو پدر پیش می‌آید.

## بازیگران
| بازیگر          | نقش         |
| --------------- | ----------- |
| تایلور کول      | کیت         |
| رضا سیکسو صفایی | بن، بنیامین |
| جی عبدو         | حمید        |
| رابرت نپر       | جو          |
| تام برنگر       | تاکر جفرسون |
| وال کیلمر       | بایدن       |
| دنیس ریچاردز    | کریستین     |
| دامینیک سوین    | اینگرید     |
| ویلیام بالدوین  | شاول        |

## توقیف
فیلم «اولین تولد» که نخستین فیلم یک کارگردان ساکن ایران در هالیوود است که در دسامبر ۲۰۱۹ در آمریکا به نمایش درآمده است که قرار بود همزمان با هالیوود در ایران هم به نمایش در بیاید که به علت جو سیاسی فیلم، فیلم توقیف شد.

## جوایز
- رنی شنفلد از رسانه Common Sense به این فیلم از هر ۵ ستاره ۱ ستاره اهدا کرد.[۴]